# Palazzo Pignano
Palazzo Pignano is een gemeente in de Italiaanse provincie Cremona (regio Lombardije) en telt 3752 inwoners (31-12-2004). De oppervlakte bedraagt 8,9 km², de bevolkingsdichtheid is 449 inwoners per km².

## Demografie
Palazzo Pignano telt ongeveer 1429 huishoudens. Het aantal inwoners steeg in de periode 1991-2001 met 30,4% volgens cijfers uit de tienjaarlijkse volkstellingen van ISTAT.
| Jaar | Inwoneraantal |
| ---- | ------------- |
| 1991 | 2754          |
| 2001 | 3590          |

## Geografie
Palazzo Pignano grenst aan de volgende gemeenten: Agnadello, Bagnolo Cremasco, Monte Cremasco, Pandino, Torlino Vimercati, Trescore Cremasco, Vaiano Cremasco.